# Nálepkovo
Nálepkovo és un poble i municipi d'Eslovàquia. Es troba a la regió de Košice, a l'est del país.

## Història
La primera referència escrita de la vila data del 1290.

## Demografia
| Godina             | 1994 | 2004    | 2014    | 2024    |
| ------------------ | ---- | ------- | ------- | ------- |
| Nombre de persones | 2411 | 2786    | 3219    | 3861    |
| Diferència         |      | +15,55% | +15,54% | +19,94% |

| Godina             | 2023 | 2024   |
| ------------------ | ---- | ------ |
| Nombre de persones | 3816 | 3861   |
| Diferència         |      | +1,17% |